# علم الرئيسيات
علم الرئيسيات أو علم المقدمات (بالإنجليزية: Primatology)‏ هو الدراسة العلمية للرئيسيات. إنه تخصص متنوع على الحدود بين علم الثدييات وعلم الإنسان، ويمكن العثور على الباحثين في الأقسام الأكاديمية للتشريح وعلم الإنسان وعلم الأحياء والطب وعلم النفس والعلوم البيطرية وعلم الحيوان، وكذلك في ملاذات الحيوانات ومرافق البحوث الطبية الحيوية والمتاحف و حدائق الحيوان. يدرس علماء الرئيسيات كلاً من الرئيسيات الحية والمنقرضة في موائلها الطبيعية وفي المختبرات من خلال إجراء دراسات وتجارب ميدانية من أجل فهم جوانب تطورها وسلوكها.